# 理查德·马尼士
理查德·马尼士（Richard Stockton MacNeish，1918年4月29日—2001年1月16日）是一位美国考古学家，美国国家科学院院士。

## 生平
曾參與發掘仙人洞遺址，此外馬尼士還在墨西哥參與洞穴考古發掘，有公元前5,000年至公元前3,400年間栽培的玉米在马尼士考古過的墨西哥洞穴被發現。2001年1月16日，馬尼士因車禍去世。